# Nørresundby
Nørresundby è una città di 24 281 abitanti della Danimarca, fa parte del comune di Aalborg nella regione dello Jutland Settentrionale.
Nørresundby è situata sulla sponda settentrionale del Limfjord ed è collegata ad Aalborg attraverso un ponte stradale, un ponte ferroviario e il tunnel sottomarino dell'autostrada E45.
A Nørresundby è presente il famoso sito archeologico di epoca vichinga Lindholm Høje e l'aeroporto cittadino.

## Storia
I primi collegamenti stabili con lo Jutland risalgono al 1865, quando Re Cristiano IX di Danimarca fece costruire un ponte di barche sul Limfjord. Il ponte ferroviario risale al 1871. Nel 1933 la costruzione del ponte mobile Limfjordsbroen sostituisce il ponte di barche, permettendo la navigazione lungo il fiordo. La crescita del traffico da e verso lo Jutland porta all'ampliamento di quest'ultimo nel 1960 e alla costruzione del tunnel sottomarino nel 1969.